# Bisbat d'Alet

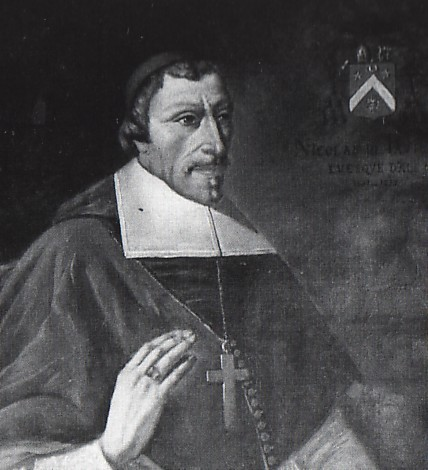
El bisbe Nicolas Pavillon (1639-1677).

El bisbat d'Alet (francès: Diocèse d'Alet, llatí:  Dioecesis Electensis) fou una seu actualment suprimida i titular de l'Església Catòlica a França.

## Territori
La diòcesi s'estenia al sud del Garona i el seu territori estava limitat al nord per la diòcesi de Mirepoix, al nord i nord-est per l'arxidiòcesi de Narbona, al sud per la diòcesi d'Elna i l'oest per la diòcesi de Pamiers.
La seu episcopal és la ciutat d'Alet-les-Bains, a l'actual departament d'Aude, on l'església de la Mare de Déu (Notre-Dame d'Alet) servia de catedral.
En 1784, la diòcesi inclou 87 parròquies, agrupades en dos arxiprestats: el de Sant-André d'Alet i l'Alt Razés amb 54 parròquies, i el de Caudiès i del país de Fenouillèdes amb 33 parròquies.

## Història
La diòcesi d'Alet va ser erigida el 28 de febrer de 1318 amb la butlla Alma mater Ecclesia del Papa Joan XXII, obtenint el seu territori des de l'arxidiòcesi de Narbona. La seu episcopal esdevingué l'abadia de Notre-Dame d'Alet, erigida a principis del segle ix pel comte Berà I de Barcelona. El primer bisbe de la nova diòcesi va ser també l'últim abat, el benedictí Barthélemy, que va ser nomenat bisbe l'1 de març. L'elecció de l'abadia com a seu episcopal va anar a avantatge del bisbe, a la taula episcopal també arribaren els emoluments de l'abadia tenien dret per llei.
Amb una butlla de l'1 de març de 1318, el Papa va definir els límits de la nova diòcesi, que incloïa aproximadament la vall alta de l'Auda i les valls de Rébenty i Agly; consistia en unes 80 parròquies i en el seu territori només hi havia una abadia, la benedictina de San Jaume de Joucou.
El capítol benedictí de l'abadia també el capítol de la catedral fins 1531, quan mitjançant una butlla del papa Climent VII va ser secularitzat. Al principi, el Papa Joan XXII va ordenar que per a l'elecció del bisbe concorreguessin el capítol benedictí d'Alet i el de la col·legiata de Saint-Paul-de-Fenouillet, creada especialment per a l'ocasió; però la cooperació entre els capítols no funcionava i va haver de ser suprimida pel papa Climent VI en 1343.
El 1573 la ciutat episcopal va ser conquerida pels hugonots, que van senyorejar-la durant uns deu anys. En la furiosa batalla per la reconquesta de la ciutat, la pitjor part se la van endur la catedral i el palau episcopal, que van ser bombardejats i reduïts a runes. A partir d'aquest moment l'antic refetor de l'abadia va ser readaptat per a ús litúrgic, convertint-se en realitat a la catedral de la diòcesi, dedicat a Sant Benet, fins a la revolució francesa. Els bisbes van instal·lar temporalment la seva residència al castell de Cournanel, de la seva propietat.
Al segle xvii, durant l'episcopat de Nicolás Pavillon, la diòcesi es va convertir en un dels centres de difusió del jansenisme. Pavillon va ser un dels bisbes més atents a les reformes introduïdes pel Concili de Trento: va establir el seminari (1648) i les conferències per a l'educació i la formació del clergat; va obligar els seminaristes destinats a l'educació elemental, a les àrees més pobres i pobres de la diòcesi, a períodes de formació; va construir un nou palau episcopal a Alet. El seu nom es va convertir en un dels que més es parla de tota la França quan es va negar a subscriure el formulari del papa Alexandre VII d'adhesió a la condemna de les proposicions de l'Augustinus de Jansen.
La diòcesi va ser abolida després del concordat amb la butlla Qui Christi Domini del Papa Pius VII del 29 de novembre de 1801 i el seu territori va ser dividit entre la diòcesi de Carcassona i l'arxidiòcesi de Tolosa. Després del 1822, amb la restauració de les diòcesis de Perpinyà i Parmiers, algunes parts de l'antiga diòcesi d'Alet passaren a formar part d'aquestes dues seus episcopals.
Avui Alet sobreviu com a seu episcopal titular; l'actual bisbe titular és Gérard Émile Jean-Louis Coliche, antic bisbe auxiliar de Lille.

## Llista de bisbes

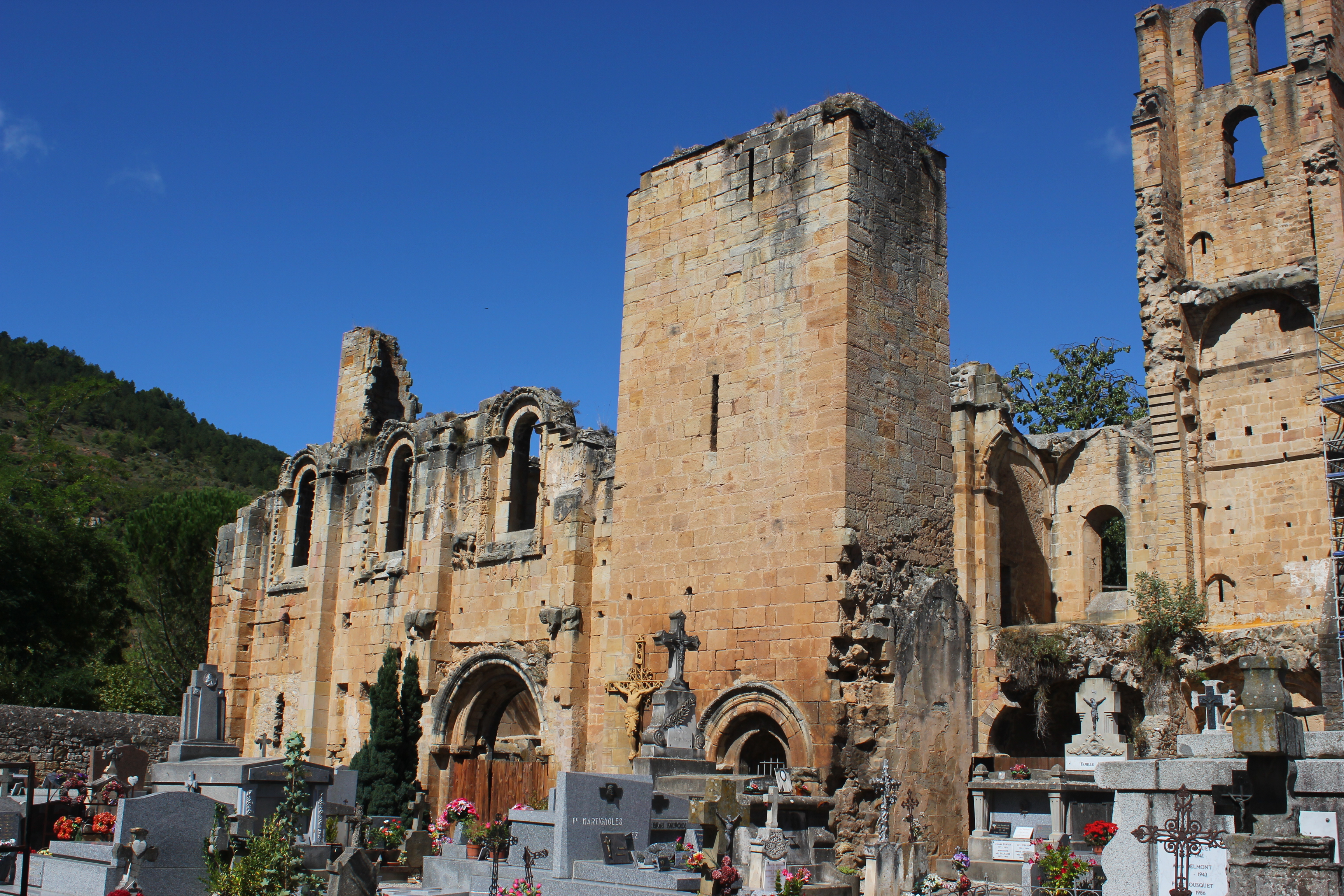
Restes de l'abadia

- Barthélemy, O.S.B. † (1 de març de 1318 - 10 de setembre de 1329 mort), darrer abat de Santa Maria d'Alet; legat del papa Joan XXII a Lituània (1 de juny de 1324).
- Guillem I d'Alzonne, O.S.B. † (10 de setembre de 1333 - 1355 mort), abat de la Grassa.
- Guillem II, O.S.B. † (16 de gener de 1355 - 1363 mort), abat de Sendras.
- Arnaud de Villars † (5 de juliol de 1363 - 1385 mort)
  - Pere Aicelí de Montaigut, O.S.B. † (25 d'abril de 1385 - 1386 renuncià) (administrador apostòlic), cardenal.
- Robert du Bosc, O.S.B. † (15 de juny de 1386 - 27 de maig de 1390 nomenat bisbe de Couserans)
- Pierre Assalbit, O.E.S.A. † (8 de gener de 1421 - 1441 mort)
- Antoine de Saint-Étienne † (1441 - 1442)
- Pierre III † (1443 - 1447 mort)
- Élie de Pompadour † (24 de gener de 1448 - 29 de novembre de 1454 nomenat bisbe de Viviers)
  - Louis d'Aubusson, O.S.B. † (4 de desembre de 1454 - 17 de desembre de 1455 nomenat bisbe de Tulle) (bisbe electe)
- Ambroise de Cambrai † (23 de setembre de 1455 - 1460, deposat i degradat el 1460 per complicitat en la fabricació d'una falsa dispensa de matrimoni entre el comte Joan V d'Armanyac i la seva germana Isabel.
- Antoine Gobert † (15 de desembre de 1463 - 1468 mort)
- Guillaume Olivier † (14 de novembre de 1468 - 1486 mort)
- Pierre d'Hallwyn † (21 de novembre de 1487 - 1488 renuncià)
- Guillaume de Rupe † (4 de febrer de 1489 - 1508 mort)
- Pierre Raymond de Guiert † (7 de juny de 1508 - 1523 mort)
- Guillaume de Joyeuse I † (27 d'octubre de 1524 - 1540 renuncià)
  - Guillaume de Joyeuse II † (28 de gener de 1541 - 1559 renuncià) (bisbe electe)[5]
- François de L'Estrange † (26 de gener de 1560 - 1564 mort)
- Antoine de Dax † (8 de juny de 1565 - 1594 ? renuncià)[6][7][8]
- Cristòfol de Lestang, † (5 de setembre de 1594 - 24 de setembre de 1603 nomenat bisbe de Carcassona)
  - Pierre de Polverel † (19 de febrer de 1603 - 20 d'agost de 1603 mort) (bisbe electe)[9]
- Étienne de Polverel † (30 de juliol de 1607 - 25 d'abril de 1637 mort)
- Nicolau Pavilhon † (16 de maig de 1639 - 8 de desembre de 1677 mort)
- Lluís-Alfons de Valbelle † (14 de març de 1678 - de juny de 1684 renuncià)[10]
- Victor-Augustin Méliand (Melrand) † (7 de juliol de 1692[11] - d'octubre de 1698 renuncià)
- Charles-Nicolas Taffoureau de Fontaine † (5 de gener de 1699 - 8 d'octubre de 1708 mort)
- Jacques Maboul † (19 de febrer de 1710 - 21 de maig de 1723 mort)
- Joseph-François Bocaud (Boucaud) † (14 de febrer de 1724 - 6 de desembre de 1762 mort)
- Charles de La Cropte de Chanterac † (16 de maig de 1763 - 27 d'abril de 1793 mort)
  - Sede vacante (1793-1801)
  - Seu suprimida

## Cronologia de bisbes titulars
- Gérard Émile Jean-Louis Coliche, des del 9 de juliol de 2009